# Етгерт
Етгерт (нім. Etgert) — громада в Німеччині, розташована в землі Рейнланд-Пфальц. Входить до складу району Бернкастель-Віттліх. Складова частина об'єднання громад Тальфанг.
Площа — 3,75 км2. Населення становить 66 ос. (станом на 31 грудня 2020).